# Belida dexina
Belida dexina är en tvåvingeart som först beskrevs av Townsend 1912.  Belida dexina ingår i släktet Belida och familjen parasitflugor. Inga underarter finns listade i Catalogue of Life.